# خودکشی در هند

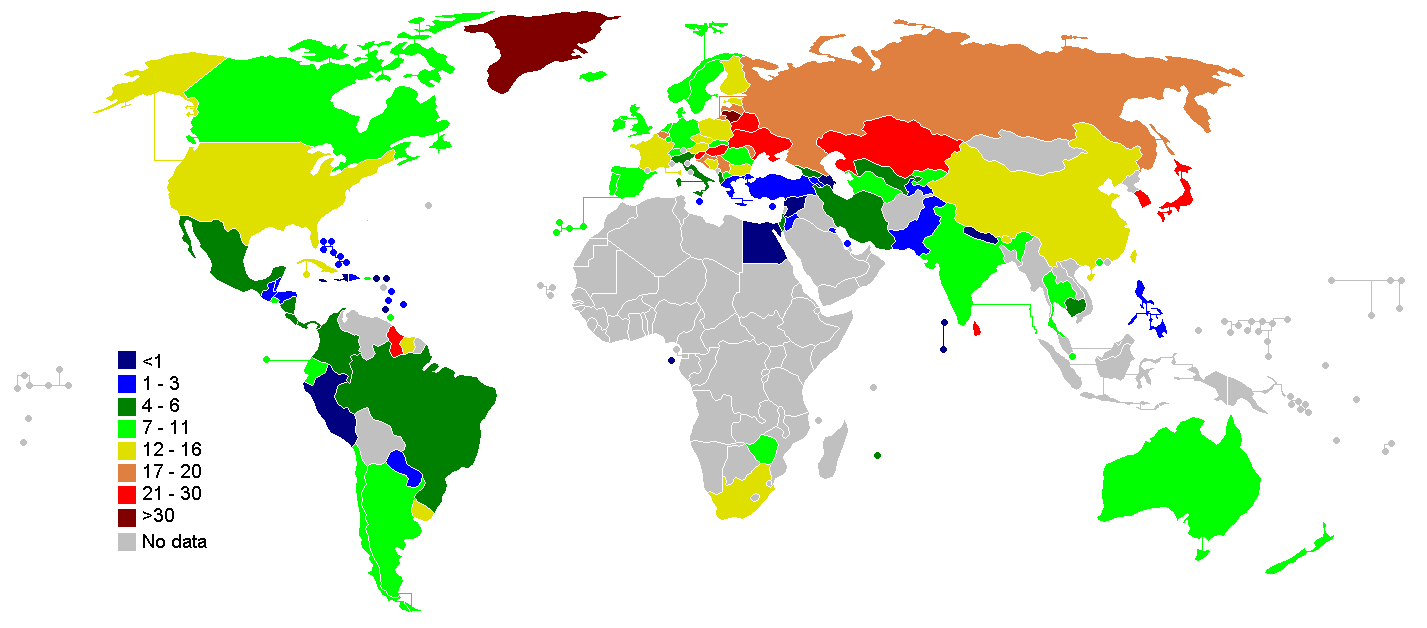
نرخ خودکشی هند در هر ۱۰۰٬۰۰۰ تن در مقایسه با دیگر کشورها بر پایه داده‌های سازمان بهداشت جهانیاین سازمان ادعا دارد چین، هند، روسیه، ایالات متحده آمریکا، ژاپن و کره جنوبی بیش‌ترین تاثیرگذاران نرخ بالای خودکشی در جهان هستند. در حالی که متوسط نرخ خودکشی جهان ۱۱٫۶ تن در هر ۱۰۰٬۰۰۰ تن است، هند به تنهایی دارای نرخ ۱۰٫۵ تن در هر ۱۰۰٬۰۰۰ تن است.

همه ساله نزدیک به ۸۰۰٬۰۰۰ تن در جهان خودکشی می‌کنند که ۱۳۵٬۰۰۰ تن از آنان (۱۷٪) اهل کشور هند هستند؛ کشوری که مردمانش ۱۷٫۵٪ کل جمعیت جهان را تشکیل می‌دهد. از ۱۹۸۷ تا ۲۰۰۷، نرخ خودکشی در این کشور از ۷٫۹ به ۱۰٫۵ تن در هر ۱۰۰٬۰۰۰ تن افزایش یافت و البته این میزان در مناطق جنوبی و شرقی هند بیش‌تر هم هست. در سال ۲۰۱۲ تامیل نادو با ۱۲٫۵٪، ماهاراشترا با ۱۱٫۹٪ و بنگال غربی با ۱۱٫۰٪ بیش‌ترین نرخ خودکشی در این کشور را به خود اختصاص دادند. همچنین نسبت مردان به زنان در خودکشی ۲ به ۱ است.
آمارها از میزان خودکشی در این کشور گوناگون است. به طور مثال در تحقیقی به سال ۲۰۱۰ عنوان شد که ۱۸۷٬۰۰۰ تن خودکشی کرده‌اند. در حالی که دولت هند نرخ خودکشی در سال ۲۰۱۰ را ۱۳۴٬۶۰۰ مورد اعلام کرده‌است.
طبق گزارش سازمان بهداشت جهانی نرخ خودکشی بر پایه جنسیت در هند ۱۶٫۴ تن در هر ۱۰۰٬۰۰۰ تن برای زنان (ششمین کشور از نظر نرخ خودکشی زنان) و ۲۵٫۸ برای مردان (بیست‌ودومین کشور از نظر نرخ خودکشی مردان) است.

## تعریف
دولت هند مرگ فرد را در صورتی که این ۳ شرط را دارا باشد، به عنوان خودکشی طبقه‌بندی می‌کند:
- مرگ، غیرطبیعی باشد؛
- تصمیم به مردن را خود شخص گرفته باشد؛
- شخص برای مرگش دلیلی داشته باشد. این دلیل ممکن است در یادداشت خودکشی که خودکش از خود به جای می‌گذارد عنوان شده یا نشده باشد.

چنانچه یکی از این سه شرط حائز نشود، مرگ فرد خودکشی قلمداد نمی‌شود و در دیگر گروه‌ها همچون قتل طبقه‌بندی آماری می‌شود.

## آمار

نرخ خودکشی هند در سال ۲۰۱۴

| سبب‌ها                         | شمار افراد |
| ----------------------------- | ---------- |
| ورشکستگی یا بدهی              | ۲۳۰۸       |
| مشکلات ازدواج                 | ۶۷۷۳       |
| ازدواج ناموفق                 | ۱۰۹۶       |
| مشکلات جهیزیه                 | ۲۲۶۱       |
| امور خارج از ازدواج           | ۴۷۶        |
| طلاق                          | ۳۳۳        |
| غیره                          | ۲۶۰۷       |
| مردودی در امتحانات            | ۲۴۰۳       |
| اختگی/عدم باروری              | ۳۳۲        |
| دیگر مشکلات خانوادگی          | ۲۸۶۰۲      |
| بیماری                        | ۲۳۷۴۶      |
| ایدز/بیماری‌های مقاربتی        | ۲۳۳        |
| سرطان                         | ۵۸۲        |
| فلج شدن                       | ۴۰۸        |
| بیماری روانی                  | ۷۱۰۴       |
| دیگر بیماری‌های مزمن           | ۱۵۴۱۹      |
| مرگ عزیزان                    | ۹۸۱        |
| اعتیاد/مصرف نادرست مواد       | ۳۶۴۷       |
| عدم جامعه‌پذیری                | ۴۹۰        |
| سبب‌های ایدئولوژیک/قهرمان‌پرستی | ۵۶         |
| مسائل عشقی                    | ۴۱۶۸       |
| فقر                           | ۱۶۹۹       |
| بیکاری                        | ۲۲۰۷       |
| دعاوی مالی                    | ۱۰۶۷       |
| روابط مشکوک                   | ۴۵۸        |

### برپایه ناحیه
مناطق جنوبی کرالا، کارانتاکا، اندرا پرادش و تامی نادو به همراه مناطق غربی بنگال، تریپورا و میزورام نرخ خودکشی بیش از ۱۶ تن در هر ۱۰۰٬۰۰۰ تن دارند و این در حالی است که مناطق شمالی پنجاب، اوتار پرادش و بیهار، نرخ خودکشی، کم‌تر از ۴ تن در هر ۱۰۰٬۰۰۰ تن است. بیش‌ترین نرخ مربوط به پودوچری با ۳۶٫۸ تن در هر ۱۰۰٬۰۰۰ تن است که سیکیم، تامیل نادو و کرالا پس از آن قرار دارند. کم‌ترین نرخ متعلق است به بیهار با ۴ تن در هر ۱۰۰٬۰۰۰ تن و پس از آن ناگالند و مانیپور قرار می‌گیرند.

### برپایه سن
در هند به سال ۲۰۱۰، ۴۵٬۰۰۰ تن از افراد ۱۵ تا ۲۹ سال و ۳۰ تا ۴۴ سال، یعنی ۳۴٪ کل خودکشی‌ها را مرتکب شده‌اند.

### برپایه روش
مسمومیت با ۳۳٪، حلق‌آویز کردن با ۳۱٪ و خودسوزی با ۹٪ رایج‌ترین روش‌های خودکشی در سال ۲۰۱۲ بوده‌اند.

### برپایه سطح سواد
۸۰٪ از خودکش‌های هندی باسواد بوده و این در حالی است که نرخ باسوادی در این کشور ۷۴٪ است.

### خودکشی در شهرها
۱۹٬۱۲۰ مورد از خودکشی‌ها در ۵۳ شهر بزرگ این کشور اتفاق افتاده است. در سال ۲۰۱۲ نرخ خودکشی در چنای ۲٬۱۸۳ تن و پس از آن بنگالور با ۱٬۹۸۹ تن، دهلی با ۱٬۳۹۷ تن و مومبای با ۱٬۲۹۶ تن بیش‌ترین خودکشی‌ها را داشته‌اند.

### برپایه جنسیت
به‌طور متوسط مردان هندی دو برابر زنان هندی خودکشی می‌کنند. با این حال این نرخ در مناطق گوناگون متفاوت است.

## چگونگی

### خشونت خانگی و خودکشی در هند
در پژوهشی مشخص شد که خشونت خانگی در بانگالور یکی از اصلی‌ترین کاراهای خطرآفرین خودکشی است. با این وجود باید گفت که خشونت علیه زنان همچون تجاوز جنسی، ضرب‌وشتم و ... تنها عامل کم‌تر از ۴٪ از کل خودکشی‌هاست.

### خودکشی ناشی از سیاست‌گذاری‌ها
خودکشی‌های ناشی از مسائل سیاسی از ۲۰۰۶ تا ۲۰۰۸ دوبرابر شده‌اند.

### خودکشی کشاورزان در هند
اقتصاد هند به شدت وابسته به کشاورزی است به طوری که نزدیک به ۶۰٪ مردم این کشور مستقیم یا غیرمستقیم با کشاورزی در ارتباطند. دلایل گوناگون همچون خشکسالی، قیمت‌گذاری کم‌روی محصولات، کارشکنی‌های دلالان، ناتوانی در بازپرداخت وام‌ها و ... سبب شده کشاورزان این کشور دست به خودکشی‌های گسترده بزنند.

## قوانین
خودکشی در هند غیرقانونی بود و خودکش در صورت زنده ماندن می‌بایست تا ۱ سال زندانی شود یا جریمه بپردازد. این قانون در سال ۲۰۱۴ لغو شد.

## سیاست‌های پیشگیرانه
در مقاله‌ای به سال ۲۰۰۳ برای کاهش خودکشی این راه‌ها پیشنهاد شده‌اند:
1. کاهش میزان کناره‌گیری از جامعه
2. پیشگیری از عدم جامعه‌پذیری
3. درمان بهینه بیماری‌های روانی[۱۴]
4. محدود کردن دسترسی به طناب و آفت‌کش‌ها[۱۴]

به علاوه سیاست‌گذاری‌هایی در جریان است تا میزان خودکشی کشاورزان ناحیه کارناتاکا کاهش پیدا کند.